# Sayed Kashua
Sayed Kashua (arabisch سيد قشوع Sayyid Qaschūʿ; hebräisch סייד קשוע; * 31. Juli 1975 in Tira, Israel) israelischer Schriftsteller und Journalist arabisch-palästinensischer Herkunft. Er arbeitete als Filmkritiker, Kolumnist der Zeitung Haaretz und ist Autor der erfolgreichen Sitcom Avoda Aravit (Arabische Arbeit). Seine Bücher Tanzende Araber, Da ward es Morgen und Zweite Person Singular waren in Israel Bestseller, Tanzende Araber wurde 2015 unter dem Titel Mein Herz tanzt verfilmt.
2014 emigrierte er in die USA und lehrte an der University of Illinois at Urbana-Champaign.

## Leben
Kashua, 1975 geboren im Dorf Tira, wuchs im nördlichen Grenzgebiet zum Westjordanland, im kleinen Meschullasch auf, einem Landstrich, in dem palästinensische Israelis auch nach der Nakba die Mehrzahl der Einwohner stellen. Sein Großvater fiel 1948 im Krieg um Tira 1948. Seine Großmutter verlor ihr ganzes Land und zog seinen Vater allein groß, der im Alter von einigen Monaten zur Waise geworden war. Sein Vater verbrachte viele Jahre wegen seiner politischen Ansichten im Gefängnis, ohne dass er jemals angeklagt wurde.
Kashua besuchte, als einziger israelisch-palästinensischer Jugendlicher ein jüdisches Internat für Hochbegabte in Jerusalem. Er studierte Soziologie und Philosophie an der Hebrew University of Jerusalem. Sein literarisches Debüt Tanzende Araber von 2002, war sowohl beim Publikum wie beiden Kritikern ein Erfolg und brachte ihm eine Nominierung für einen der wichtigsten Literaturpreise des Landes. 
Er schreibt hebräisch und thematisiert das soziale und kulturelle Spannungsfeld der Palästinenser, die zugleich israelische Staatsbürger sind. Seine bisher veröffentlichten Romane wurden in Israel zu Bestsellern. Darüber hinaus schrieb er die Drehbücher für die bitter-ironischen Sitcom ʿAvodah ʿAravit (Arab Labor), die ein Hit wurde. Im Mittelpunkt steht die palästinensisch-israelische Familie Alian in ihrem täglichen Kampf zwischen Anpassung und Abgrenzung. Insbesondere die Vaterfigur Amjad, Journalist bei einer Zeitung, verzweifelt gegenüber seiner palästinensischen Identität und der Sehnsucht, in die israelische Gesellschaft integriert zu sein. Kashua schrieb als Kolumnist für die beiden linksliberale Zeitungen Ha’ir und Haaretz. Eine Auswahl seiner Kolumnen aus den Jahren 2006 bis 2014 wurde ins Deutsche übersetzt: Eingeboren: Mein israelisch-palästinensisches Leben. Im hebräischen Original ist der Titel ironisch doppeldeutig Ben Haaretz – Sohn des Landes. Aber auch: Sohn der Zeitung – als ob sie ihn gezeugt hätte.
Kashua lebte als Erwachsener mit seiner Frau und seinen Kindern lange Zeit im palästinensischen Teil des Dorfes Beit Safafa bei Jerusalem, ehe er in ein jüdisches Viertel im Westen Jerusalems umzog. Sie waren dort die einzige palästinensische Familie.
Für seine schriftstellerische Arbeit erhielt Kashua unter anderem 2006 den Förderpreis der Lessing-Akademie sowie 2011 und 2012 den Award of the Israeli Television Academy in der Kategorie Best Script in a Comedy Series.
Als Palästinenser, fürchtete ich zunehmend um die Sicherheit seiner Familie in Israel. Im Juli 2014 kündigte er im Spiegel an, in die USA zu emigrieren. Als Grund nannte er die fortschreitendem Antipalästinensischen Rassismus, Diskriminierung und Ungleichbehandlung in der israelischen Gesellschaft. Kashua lehrt seit 2014 an der University of Illinois at Urbana-Champaign.
2016 lehnte er die Ehrendoktorwürde der Ben-Gurion-Universität im Negev ab, aus Protest dagegen, dass die Rektorin der Universität die Verleihung des Berelson-Preises für Jüdisch-Arabische Verständigung an die NGO Breaking the Silence verhindert hatte.

## Werke
- Tanzende Araber (ֽעֲרָבִים רוֹקְדִים ʿArāvîm rôqdîm), 2002; ISBN 978-3-8333-0095-0
- Da ward es Morgen (וַיֶּהִי בּוֹקֶר Way-yehî bôqer), 2005; ISBN 978-3-8333-0400-2
- Zweite Person Singular, 2010; ISBN 978-3-8270-1013-1
- Eingeboren. Mein israelisch-palästinensisches Leben. Kolumnen aus den Jahren 2006–2014. Aus dem Hebräischen von Mirjam Pressler. Berlin Verlag, Berlin 2016, ISBN 978-3-8270-1316-3

## Filme
- 2014: Mein Herz tanzt (Dancing Arabs) – Drehbuch, auf der Grundlage seiner Romane Tanzende Araber und Zweite Person Singular.

## Fernsehen
- 2007: Arab Labor[7] – Drehbuch
- 2009: Forever Scared[8] – Dokumentation über Sayed Kashua
- 2015: The Writer – Drehbuch